# باده إيشجيل
باده إيشجيل (بالتركية: Bade İşçil)‏ ممثلة تركية، من مواليد 8 أغسطس 1983.

## الحياة المهنية والشخصية
ولدت باده في 8 أغسطس عام 1983 في إسطنبول. تخرجت من قسم الأزياء والتصميم في جامعة يدي تبيه. أول ظهور لها كان عام 2007 في قناة Cine5 بعد ذلك مثلت دور «شيبنام سرتونا» بين عامي 2009 إلى عام 2011 في مسلسل أيزل ومثلت أيضا في مسلسل عودة مهند في 31 مايو 2013 تزوجت من رجل الأعمال المشهور مالكوش سوألب وأنجبت منه أزور، ثم تطلقا فيما بعد.

## أعمالها
| العام     | العنوان       | الدور         | ملاحظات      |
| --------- | ------------- | ------------- | ------------ |
| 2007      | Metropol Cafe | شيبنام        | ممثلة مساعدة |
| 2009–2011 | أيزل          | شيبنام سرتونا | ممثلة مساعدة |
| 2011–2013 | عودة مهند     | بانو سينانار  | ممثلة مساعدة |
| 2017–2018 | جرائم صغيرة   | بيلين كانار   | بطولة        |
| 2020–     | عشق 101       | عشق (البالغة) | ممثلة مساعدة |

| العام | العنوان      | الدور | ملاحظات |
| ----- | ------------ | ----- | ------- |
| 2017  | Eski Sevgili | فريدة | بطولة   |

## الجوائز
| العام | الجائزة                     | النوع                     | المسلسل - الفيلم |
| ----- | --------------------------- | ------------------------- | ---------------- |
| 2012  | Ayaklı Gazete TV Yıldızları | أفضل ممثلة مساعدة للدراما | عودة مهند        |
| 2012  | جامعة غلطة سراي             | أفضل امراة ممثلة          | عودة مهند        |

## وصلات خارجية
- باده إيشجيل على موقع IMDb (الإنجليزية)
- باده إيشجيل على موقع قاعدة بيانات الفيلم (الإنجليزية)